# Rannajalgpalli Meistriliiga
Rannajalgpalli Meistriliiga (nazwa sponsorska: Optibet Rannajalgpalli Meistriliiga) najwyższa klasa męskich ligowych rozgrywek piłkarskich w Estonii. Zmagania w jej ramach toczą się cyklicznie (co sezon, z wyjątkiem lat 2010–2011).

## Wyniki
| Sezon | 1. miejsce         | 2. miejsce           | 3. miejsce         |
| ----- | ------------------ | -------------------- | ------------------ |
| 2007  | SK Augur           | Nõmme Kalju          | Tallinna FC Soho   |
| 2008  | Nõmme Kalju        | SK Augur             | Tallinna S.C. Real |
| 2011  | Nõmme Kalju        | SK Augur             | Tallinna S.C. Real |
| 2012  | SK Augur           | BSC Peugeot          | FC ValiceCar       |
| 2013  | SK Augur           | BSC Peugeot          | Nõmme Kalju        |
| 2014  | BSC Peugeot        | SK Augur             | FC ValiceCar       |
| 2015  | BSC Peugeot        | FC ValiceCar         | SK Augur           |
| 2016  | FC ValiceCar       | SK Augur             | BSC Peugeot        |
| 2017  | Nõmme OlyBet Kalju | BSC Thunder / Häcker | SK Augur           |
| 2018  | SK Augur           | BSC Thunder / Häcker | Nõmme OlyBet Kalju |